# Fort du Saint-Michel (Verdun)

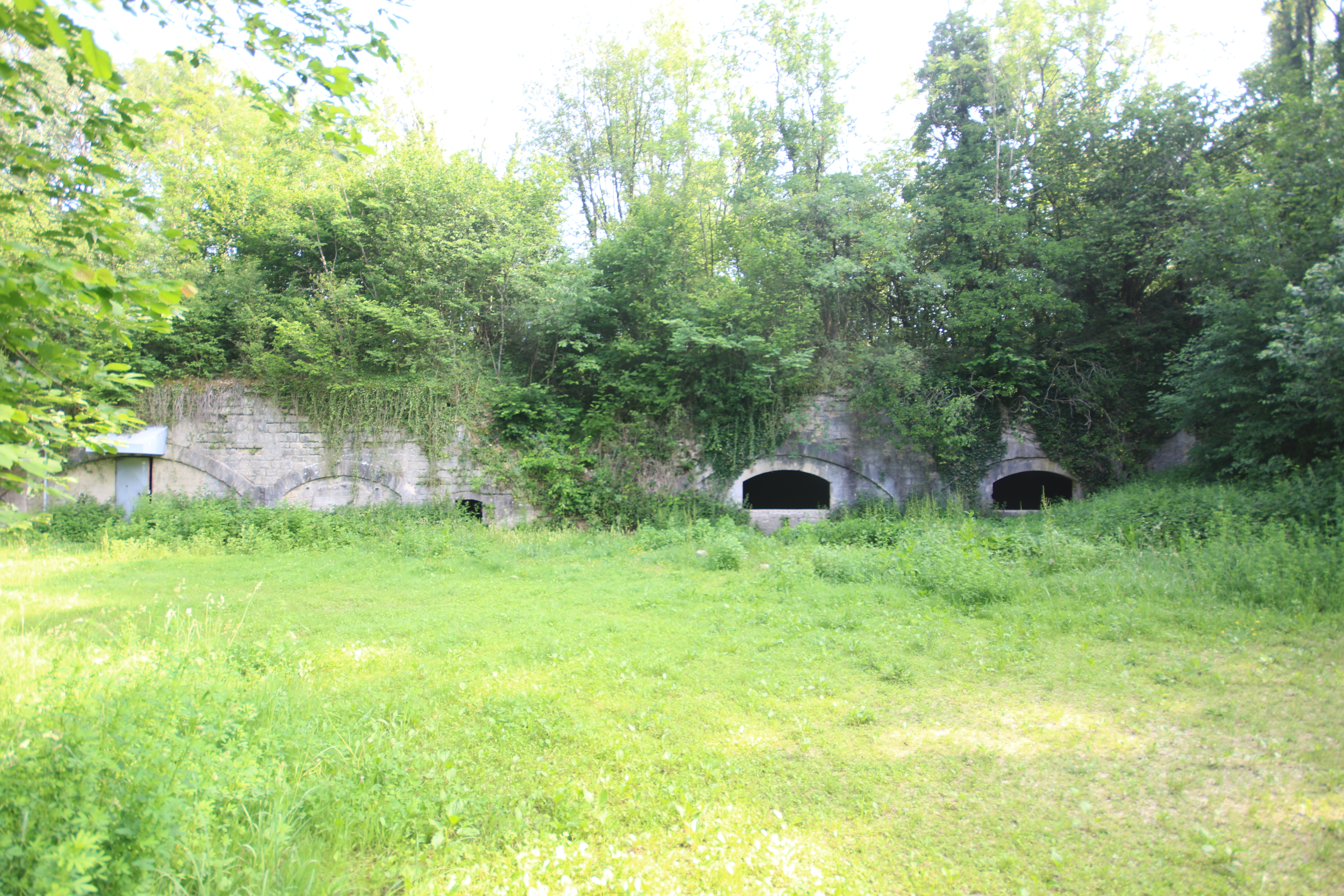
Hofseite der Friedenskaserne des Fort du Saint-Michel

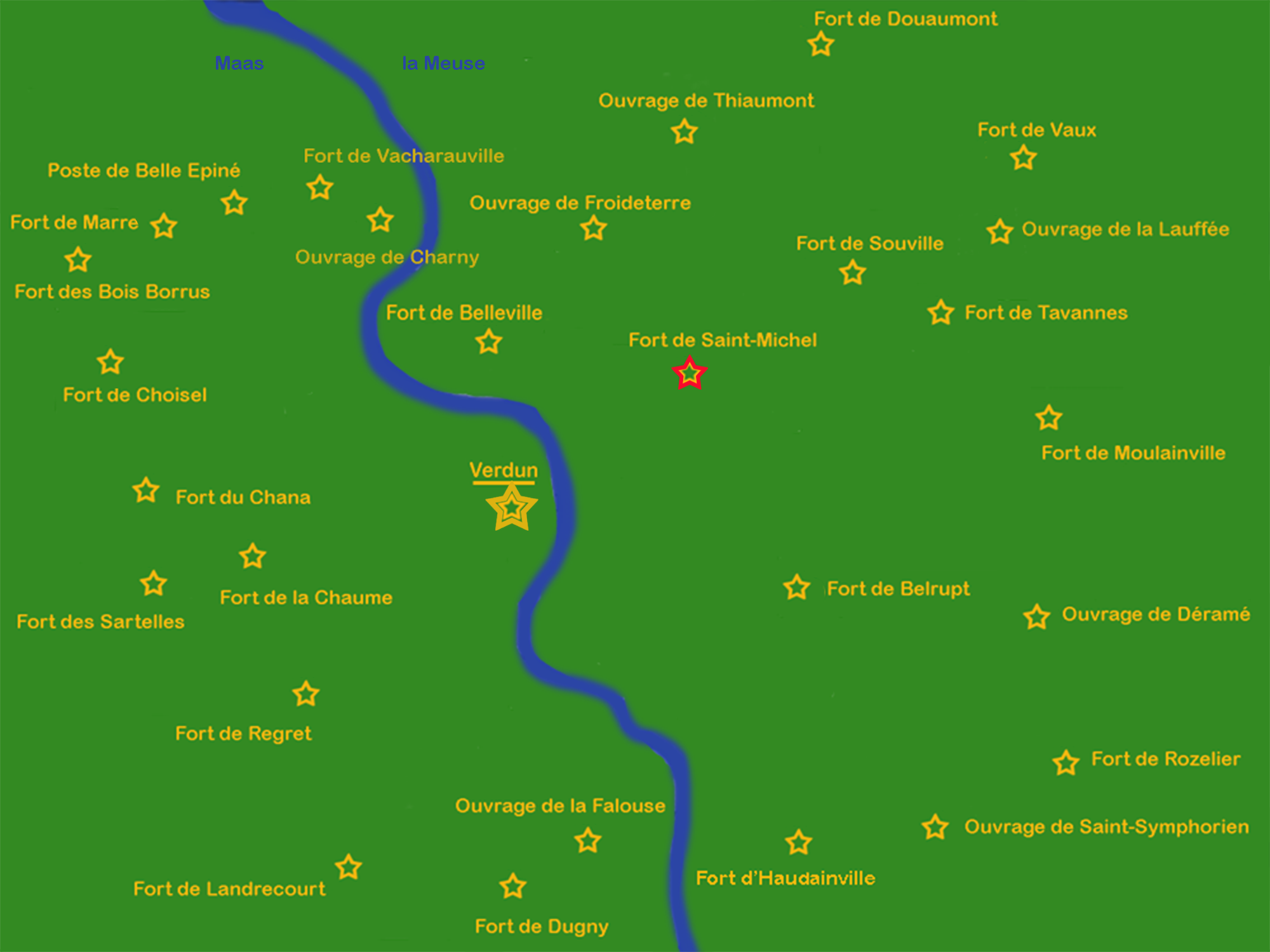
Lageplan

Das Fort du Saint-Michel (kurzzeitig Fort Rouyer genannt) war Teil der Gürtelfestung Verdun. Aufgabe des Forts war die Überwachung der von Metz kommenden Wege und der Schutz der Räume zwischen dem Fort de Belrupt, dem Fort de Souville und dem Fort de Belleville. Von der Bauart her war es eine Redoute, es wurde jedoch zum Fort der 2. Linie hochgestuft, nachdem die Ouvrage de Thiaumont und die Ouvrage de Froideterre in der neuen 1. Linie errichtet worden waren.

## Benennung
Ursprünglich war es Fort du Saint-Michel benannt. Per Präsidialdekret vom 21. Januar 1887 setzte der Kriegsminister Georges Boulanger um, dass alle Forts, befestigten Artillerieanlagen und Kasernen des Système Séré de Rivières die Namen von ehemaligen Militärkommandanten zu tragen hätten, weswegen das Fort den Namen Fort Rouyer nach dem General Marie François Rouyer erhielt. Am 13. Oktober 1887 wurde das vom Nachfolger Boulangers, Théophile Ferron, mit der Note Nr. 14980 vom gleichen Datum rückgängig gemacht, und das Fort erhielt seinen ursprünglichen Namen zurück.

## Das Bauwerk

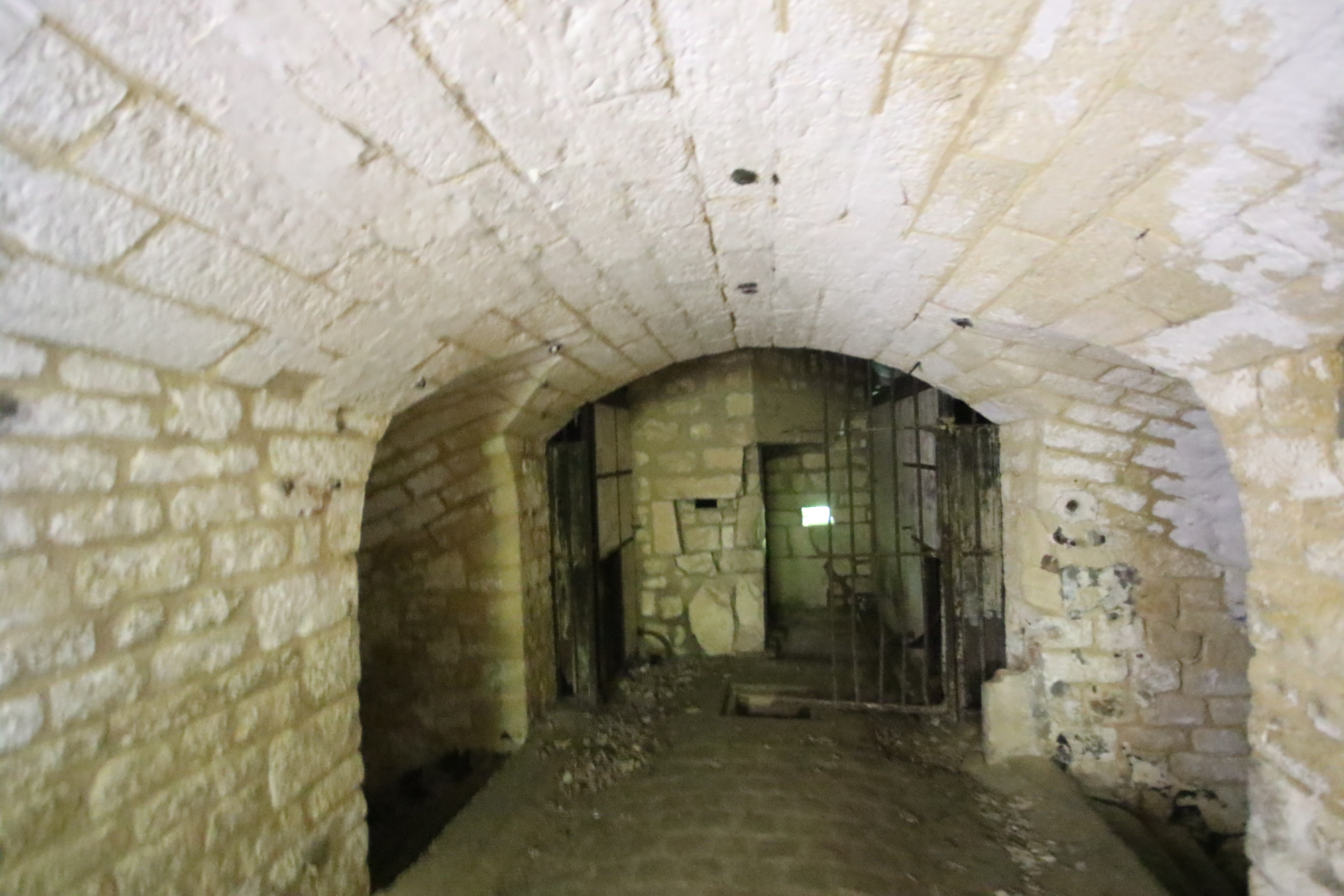
Hauptgang des Forts mit Sperrtraverse im Hintergrund

Es handelt sich von der Bauart her um eine Flesche mit sieben einspringenden und zwei ausspringenden (in der Kehle) Winkeln. Es war aus Kalkstein errichtet, die Hohlbauten waren mit einer Ton- und Erdschicht bedeckt.
Die Geschütze der Hauptartillerie standen frei auf den Wällen, die Stellungen waren durch 12 Hohltraversen voneinander getrennt. Zu Deckung des Grabens dienten eine Doppel- und zwei Einzelkaponnieren. Zu Sicherung der Kehle und des Einganges gab es ein Wachgebäude mit Schießscharten, außerdem Brustwehren auf dem Wall. Der Kehlbereich konnte nur durch Gewehrfeuer geschützt werden, da hier keine Geschützstellungen vorgesehen waren. Allerdings wurden dann doch zwei 75-mm-Feldkanonen auf dem Wall aufgestellt.
Die Ausdehnung betrug von West nach Ost ca. 200 Meter und von Nord nach Süd ca. 150 Meter.

### Baudaten
Baubeginn: Februar 1875
Fertigstellung: Dezember 1877

### Baukosten
423.040 Francs

## Geplante Modernisierungen
Bei den Modernisierungsplänen des Jahres 1910 wurde das Werk nicht berücksichtigt.

## Durchgeführte Modernisierungen
Kleinere Verbesserungen der Kampfkraft bestanden zwischen 1890 und 1900 aus der Anlage von Drahtverhauen im Vorfeld. Ein Metallgitterzaun wurde nur im Eingangsbereich und auf den Kaponnieren installiert. Weiterhin erfolgte der Anschluss des Werkes an die Schmalspureisenbahn mit einer Spurweite von 600 mm.

## Ausstattung 1914
- 156 Schlafplätze in vier Kammern für die Mannschaften
- 5 Schlafplätze in vier Kammern für die Offiziere
- 1 Pulvermagazin mit 10,4 Tonnen Fassungsvermögen
- 1 Kartuschenmagazin für 148.100 Kartuschen
- 1 oder 2 Kochherde der Firma François Vaillant
- 1 Brunnen
- 1 Zisterne mit einem Fassungsvermögen von 160 m³
- 1 Zugbrücke
- eine Bäckerei war nicht vorhanden

### Kommunikation
1 × Telegraphieverbindung zur Zitadelle in Verdun und zum Fort de Belleville
1 × Lichtsignalapparat (Signallampen mit 14 oder 24 cm Durchmesser) in Reserve

### Beleuchtung
Im Fortinneren durch Petroleumlampen, in den Kaponnieren durch Karbidlampen.

## Erster Weltkrieg

### Besatzung
- Vorgesehene Besatzung

Infanterie: 4 Offiziere, 250 Unteroffiziere und Mannschaften
Artillerie: 1 Offizier, 6 Unteroffiziere und 49 Mannschaften
Arbeiter: 0
Pioniere: 2
Telegraphist: 1
Landsturm: 1
Sanität: 0
Gesamt: 5 Offiziere, 310 Unteroffiziere und Mannschaften
- Verstärkungen bei Kriegsbeginn

Infanterie: 0
Artillerie: 1 Offizier, 55 Mann des „5e régiment d’artillerie à pied“ (5. Fußartillerieregiment)
Pioniere: 3
Telegraphist: 1
Gesamt: 1 Offizier, 59 Unteroffiziere und Mannschaften
- März 1915

Die Besatzung bestand noch aus einem Peloton Infanterie sowie je einem Detachement Artillerie und Pioniere.
- 5. Juli 1916

Zuteilung einer Festungs-Maschinengewehrabteilung.

### Kampfhandlungen

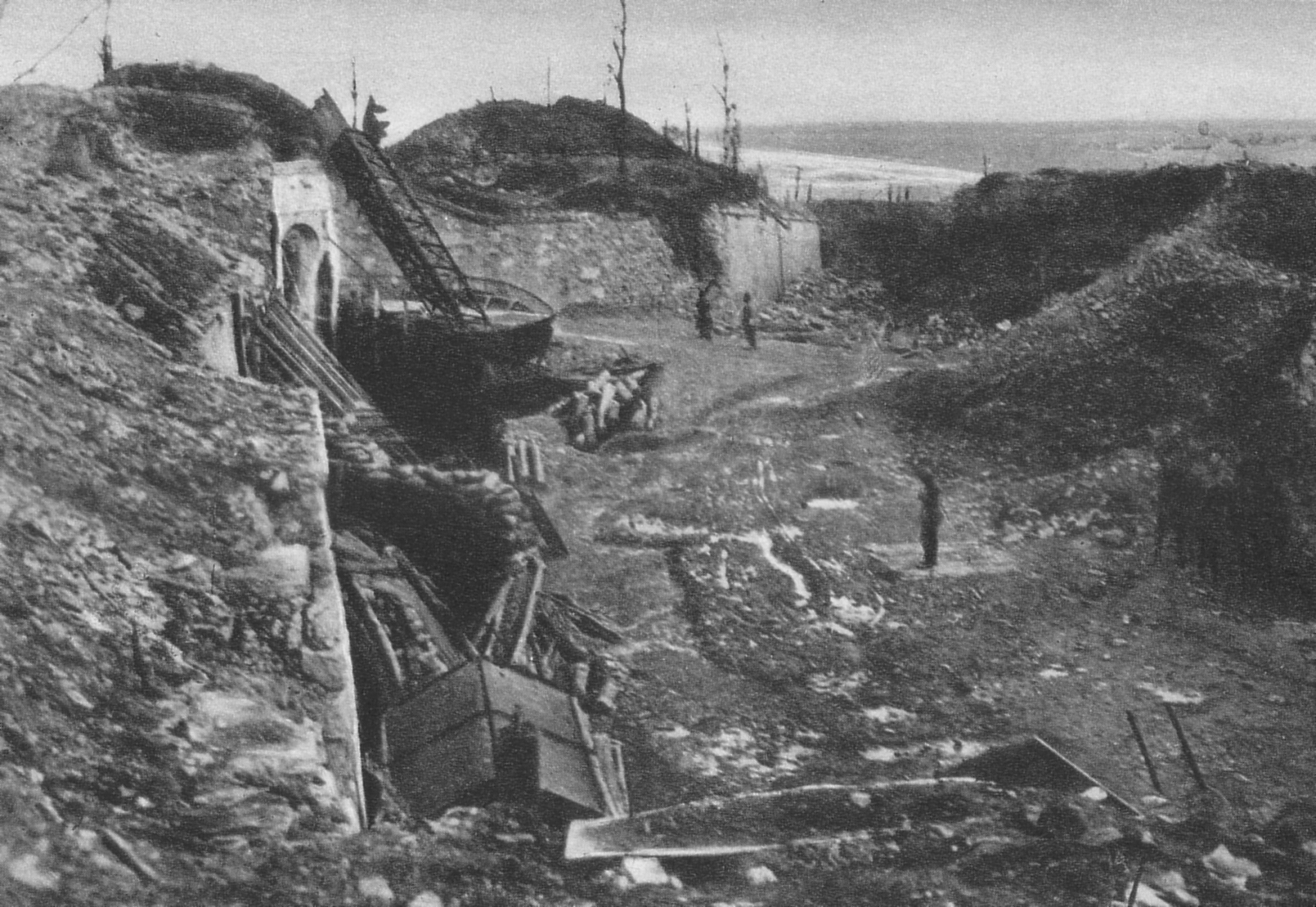
Der Eingang des Forts, Mai 1917

Mit Beginn der deutschen Offensive in der Schlacht um Verdun am 21. Februar 1916 wurde auch das Fort du Saint-Michel massiv beschossen. Es wurden Einschläge vom Kaliber 105, 130, 150 und 210 mm registriert. Die Wirkung war jedoch zunächst nur gering, Teile des Metallgitterzaunes und der Kronen von Escarpen- und Contreescarpenmauer wurden beschädigt. Am 8. Mai 1916 hatte eine Granate die Decke der Doppelkaponniere durchschlagen und die darin gelagerte Munition zur Explosion gebracht. Die Kaponniere wurde komplett zerstört. Zehn Meter des Zugangstunnels stürzten ein, der Rest wurde stark beschädigt, die Steinmauer wies lange Risse auf. Am gleichen Tag zerstörte eine Granate eines 21-cm-Mörsers 16 das Wachhaus am Eingang und beschädigte Teile der Contreescarpe. Dabei wurden sechs Mann getötet und zwei weitere verwundet.
Der Beschuss dauerte bis Ende Juni an und war am 22. und 23. Juni besonders heftig. Fleury fiel in die Hand der Deutschen, das Fort de Souville und die Ouvrage de Froideterre konnten jedoch gehalten werden, wodurch das Fort du Saint-Michel nicht von direkten Infanterieangriffen betroffen war. Bereits am 21. Juni war die Besatzung auf 48 Mann Infanterie und die Reparaturarbeiten auf ein Mindestmaß reduziert worden. Am 30. Juni wurde die Besatzung wieder um eine Abteilung Infanterie und am 5. Juli um eine zusätzliche Festungs-Maschinengewehrabteilung aufgestockt.
Der Beschuss dauerte an, in der Nacht vom 10. auf den 11. Juli wurden intensiv Tränengas- und Senfgasgranaten geschossen. Am 11. und 12. Juli zwischen 08:30 Uhr und 17:00 Uhr während eines deutschen Angriffs auf das Fort de Souville erreichte der Beschuss wieder einen Höhepunkt mit Granaten vom Kaliber 210 mm und möglicherweise 305 mm. Dadurch wurden die Zerstörungen fortgesetzt, besonders der Kehlbereich, aber auch die Hohltraversen auf dem Wall waren betroffen. Bis August 1916 wurde er kontinuierlich fortgesetzt. Am 22. Oktober zählte man in der Zeit zwischen 15:00 Uhr und 16:30 Uhr alle vier Minuten einen Einschlag vom Kaliber 150 oder 210 mm. In der Nacht vom 22. auf den 23. Oktober verstärkte sich das Feuer, zwischen 01:00 Uhr und 04:00 schlug alle zwei Minuten eine Granate vom Kaliber 105, 150 oder 210 mm ein. 
Ab Januar 1917 wurde das Fort nur noch gelegentlich mit Störfeuer belegt.

### Auswirkungen
Bis auf die völlige Zerstörung der Doppelgrabenkaponniere und des Wachhauses entstanden nur Beschädigungen, die nicht gravierend waren. Das Fort blieb daher verteidigungsfähig.

### Verstärkungsarbeiten
Es wurden unterirdische Galerien in einer Tiefe von 8 bis 10 Metern angelegt, um die Besatzung gegen den Beschuss schwerer Kaliber zu schützen. Ein 130 Meter langer Zugangstunnel wurde gebaut und die Gänge durch gemauerte Traversen zur Abwehr von Eindringlingen geschützt. Die Traversen waren zur Verteidigung durch Maschinengewehre eingerichtet. Ende 1917 waren die Galerien 720 Meter lang und war eine Casemate Pamart mit zwei Ausschussöffnungen auf dem Glacis gebaut worden. Dazu hatte man einen Unterstand mit einer Filteranlage ausgestattet, um die Mannschaft bei Gasbeschuss schützen zu können.

## Bewaffnung

### 1878
| Auf den Wällen | Unter Panzerschutz | Grabenwehren                                      | Externe Batterie |
| --- | ------------------ | ------------------------------------------------- | ---------------- |
| 3 × Canon de 155 mm L modèle 1877 2 × Canon de 138 modèle 1873–74 2 × Canon Reffye de 85 mm 3 × Mörser (Mortier lisse de 22) | keine              | 2 × Canon Reffye de 85 mm 12 × Kartätschgeschütze | keine            |
| Geschütze gesamt: 24 |                    |                                                   |                  |

### 1884 bis 1890
| Auf den Wällen | Unter Panzerschutz | Grabenwehren                                                                               | Externe Batterie |
| --- | ------------------ | ------------------------------------------------------------------------------------------ | ---------------- |
| 2 × Canon de 155 mm L modèle 1877 2 × Canon de 138 modèle 1873–74 4 × Canon de 5 1 × Mörser (Mortier de 220 mm modèle 1880) 1 × Mörser (Mortier lisse de 22) | keine              | 4 × Canon revolver de 40 mm modèle 1879 4 × Canon 12 de culasse modèle 1884 2 × Canon de 5 | keine            |
| Geschütze gesamt: 66 |                    |                                                                                            |                  |

### 1908
| Auf den Wällen                                                  | Unter Panzerschutz | Grabenwehren                                                                               | Externe Batterie |
| --------------------------------------------------------------- | ------------------ | ------------------------------------------------------------------------------------------ | ---------------- |
| 7 × Canon de 90 mm modèle 1877 1 × Mörser (Mortier lisse de 22) | keine              | 4 × Canon revolver de 40 mm modèle 1879 4 × Canon 12 de culasse modèle 1884 2 × Canon de 5 | keine            |
| Geschütze gesamt: 18                                            |                    |                                                                                            |                  |

### 1910
| Auf den Wällen                                                  | Unter Panzerschutz | Grabenwehren                                                                               | Externe Batterie |
| --------------------------------------------------------------- | ------------------ | ------------------------------------------------------------------------------------------ | ---------------- |
| 4 × Canon de 90 mm modèle 1877 2 × Mörser (Mortier lisse de 22) | keine              | 4 × Canon revolver de 40 mm modèle 1879 4 × Canon 12 de culasse modèle 1884 2 × Canon de 5 | keine            |
| Geschütze gesamt: 18                                            |                    |                                                                                            |                  |

### 1914
| Auf den Wällen | Unter Panzerschutz | Grabenwehren | Externe Batterie |
| --- | ------------------ | --- | ---------------- |
| 4 × Canon de 90 mm modèle 1877 mit je 600 Granaten 2 × Canon de 90 mm modèle 1877 auf Feldgeschützlafette auf der Brustwehr der Kehle 2 × Mörser (Mortier lisse de 15) mit je 150 Granaten | keine              | 4 × Canon revolver de 40 mm modèle 1879 mit je 1800 Granaten 4 × Canon 12 de culasse modèle 1884 mit je 150 Granaten | keine            |
| Geschütze gesamt: 14 |                    | |                  |

### 1915
| Auf den Wällen      | Unter Panzerschutz | Grabenwehren | Externe Batterie |
| ------------------- | ------------------ | --- | ---------------- |
| 8 Maschinengewehre  | keine              | 4 × Canon revolver de 40 mm modèle 1879 mit je 1800 Granaten 4 × Canon 12 de culasse modèle 1884 mit je 150 Granaten | keine            |
| Geschütze gesamt: 8 |                    | |                  |

Im Januar 1916 befanden sich noch erhebliche Mengen an Schwarzpulver in den Magazinen, damit sollte bei einem eventuellen deutschen Durchbruch das Fort gesprengt werden.

### 1917
| Auf den Wällen                    | Unter Panzerschutz                                    | Grabenwehren | Externe Batterie |
| --------------------------------- | ----------------------------------------------------- | --- | ---------------- |
| Diverse Maschinengewehrstellungen | 1 doppelte Maschinengewehrkasematte (Casemate Pamart) | 4 × Canon revolver de 40 mm modèle 1879 mit je 1800 Granaten 4 × Canon 12 de culasse modèle 1884 mit je 150 Granaten | keine            |
| Geschütze gesamt: 8               |                                                       | |                  |

## Heutiger Zustand
Der Zustand der Anlage ist nicht sehr gut, da sie nach dem Ende des Ersten Weltkrieges sich selbst überlassen und dem Verfall preisgegeben wurde. Der Haupteingang ist zugemauert, die Zugbrücke ist verschwunden. Die Kaponnieren weisen massive Beschädigungen durch Artilleriebeschuss auf.
Das Fort befindet sich im Besitz der französischen Armee. Ein Zugang ist durch die verschiedenen Öffnungen zwar möglich, allerdings nicht gestattet.